# イソトニタゼン
イソトニタゼン（英：Isotonitazene）は、ニタゼン系でエトニタゼンの同族体の合成オピオイド鎮痛薬であり、デザイナードラッグとして販売されている。動物実験ではエトニタゼンの約半分の効力しかないが、ヒトではエトニタゼンと同様に（動物モデルではモルヒネの1000倍の効力があるが、ヒトでは60倍の効力しかない）、さらに効力が弱いだろう。イソトニタゼン（オンライン販売業者から入手）は、2019年11月の論文で著者らはin vitroの生物学的機能アッセイを用い、完全な分析的構造決定に加え、μ-オピオイド受容体における効力について決定した。イソトニタゼンは、このアッセイにおいてモルヒネと直接比較されなかったが、ヒドロモルフォンの約2.5倍、フェンタニルよりわずかに強力であることが判明した。

## 副作用
ベンゾイミダゾール由来のオピオイドの副作用は、痒み、吐き気、致命的な呼吸抑制の可能性など、フェンタニルの副作用と類似しているようだ。
イソトニタゼンは、NPS Discovery、the Center for Forensic Science Research and Education、NMS Labsが報告したように、2019年3月以降ヨーロッパで、2019年8月以降米国で複数の死者から検出されている。

## 法的位置付け
US Drug Enforcement Administrationは、イソトニタゼンをControlled Substances ActのスケジュールIにスケジュールする仮命令を公表する意向を通知し、2020年8月20日に発効した。